# Ширяєв Євген Юрійович
Євге́н Ю́рійович Ширя́єв (нар. 22 лютого 1984, Успенівка, Саратський район, Одеська область) — український футболіст, воротар. Виступав за молодіжну збірну України.

## Біографія
Вихованець ДЮСШ (Білгород-Дністровський), після закінчення якого займався в дніпропетровському УФК. Потім виступав в аматорських клубах «Дніпро-3» та «Тірас-2500».

## Клубна кар'єра
Взимку 2001 року перейшов в одеський «Чорноморець». Спочатку в основному виступав за «Чорноморець-2» у Другій лізі. В основі «Чорноморця» в першій лізі дебютував 23 червня 2001 році в домашньому матчі проти івано-франківського «Прикарпаття» (6:0). У сезоні 2008/09 був основним воротарем «Чорноморця», також виходив в ролі капітана.
В сезоні 2011/12 захищав ворота чернігівської «Десни».
В 2012 році перейшов до кіровоградської «Зірки». В лютому 2014 року Ширяєв по взаємній згоді розірвав контракт з клубом, і на правах вільного агента перейшов до «Кайсару» (Кизилорда). Одразу ж погодився прийняти громадянство Казахстану.
У липні 2016 року став гравцем одеської «Жемчужини».

## Виступи за збірну
Протягом 2003—2006 років викликався до молодіжної збірної України, у складі якої провів 15 матчів. Входив до складу збірної під час фінальної частини молодіжного чемпіонату Європи 2006 року, втім жодного разу у матчах чемпіонату на поле не виходив.

## Статистика виступів
| Сезон     | Клуб                    | Ліга       | Чемпіонат | Чемпіонат | Кубок | Кубок |
| Сезон     | Клуб                    | Ліга       | Ігри      | Голи      | Ігри  | Голи  |
| --------- | ----------------------- | ---------- | --------- | --------- | ----- | ----- |
| 2000—2001 | «Чорноморець» (Одеса)   | Перша ліга | 1         | 0         | 0     | 0     |
| 2000—2001 | «Чорноморець-2» (Одеса) | Друга ліга | 7         | −12       | 0     | 0     |
| 2001—2002 | «Чорноморець» (Одеса)   | Перша ліга | 0         | 0         | 1     | −4    |
| 2001—2002 | «Чорноморець-2» (Одеса) | Друга ліга | 19        | −23       | 0     | 0     |
| 2002—2003 | «Чорноморець» (Одеса)   | Вища ліга  | 2         | −3        | 0     | 0     |
| 2002—2003 | «Чорноморець-2» (Одеса) | Друга ліга | 17        | −16       | 0     | 0     |
| 2003—2004 | «Чорноморець-2» (Одеса) | Друга ліга | 12        | −18       | 0     | 0     |
| 2004—2005 | «Чорноморець» (Одеса)   | Вища ліга  | 0         | 0         | 0     | 0     |
| 2005—2006 | «Чорноморець» (Одеса)   | Вища ліга  | 0         | 0         | 0     | 0     |
| 2006—2007 | «Чорноморець» (Одеса)   | Вища ліга  | 0         | 0         | 0     | 0     |
| 2007—2008 | «Чорноморець» (Одеса)   | Вища ліга  | 1         | −1        | 1     | 0     |
| 2008—2009 | «Чорноморець» (Одеса)   | Вища ліга  | 23        | −35       | 1     | −1    |
| 2009—2010 | «Чорноморець» (Одеса)   | Вища ліга  | 7         | −13       | 1     | −1    |
| 2010—2011 | «Чорноморець» (Одеса)   | Перша ліга | 5         | −1        | 2     | −2    |